# Епистоларна литература
Епистоларната литература (на гръцки: epistolé – „писмо“) е жанр на художествената проза, граничещ с белетристиката и есето, чиято основна особеност е, че сюжетното развитие, отношенията между героите и духа на епохата се изразяват посредством размяна на писма.
В основата на епистоларната литература стои утвърдената в миналото традиция идеи и възгледи да се споделят с близките чрез писма и послания. Като литературен жанр тя се развива в епохата на Романтизма и Просвещението, когато рационалният момент на кореспонденцията бива обагрен със силен емоционален заряд и стремеж към саморазкриване.
Спецификата на епистоларната литература е, че ограничава възможността за развитие на сюжета, но дава простор пред героите да разкрият най-съкровените си чувства. Възможно е не цялото, а само част от литературното произведение да е написано във вид на писма.

## История
Писмото е възникнало като тип комуникация още през късната елинска древност, а в епохата на късния елинизъм вече е била осъзната и неговата естетическа перспективност. За първообраз на епистоларния роман може да се смята „Героини“ на Овидий – съдържа писма на прочути митологически жени – персонажи от древността, отправени към техните неверни любовници. Жанрът запазва своя авторитет и през Средновековието, Ренесанса и Барока като се разпространява и в Италия, Франция, Англия, Германия, Полша, Русия. През ХIХ век той намира своите големи имена и в българската литература, става част от духовния климат на Българското възраждане, участва в жанровото изграждане на една нова национална литература. Жанровата идентичност на писмото винаги е била поставяна под въпрос. То обичайно е оставяно извън системата на литературните жанрове. Различните аспекти на писмото и разнообразните му употреби затрудняват неговото определяне с обичайните категории на литературната поетика.
Писмото като комуникативен жанр е свързано с уникалността му като тип изказ. То дръзва да изрече премълчаното иначе. Актът на писане е израз на осъзнатата самоценност на аз-а, от една страна, и начин на отреагиране на непосредствено ставащото. Огромната част от повествователната му енергия се крие във факта на самото написване. Писмото се доближава до дневника, чрез яркото изразяване на аз-а. Въпреки това актът на себеразкриване не е достатъчно самостоятелен, уединението е привидно. Писмото носи пречупения ъгъл на виждане на своя адресат и е заместител на устното слово и на действието като устното изразяване, което има за опора мимиките, жестовете и цялостното поведение.
Границата между автентичното и фикционалното, художественото и нехудожественото в света на епистолата е размита. Всеки опит за прецизиране се сблъсква с относителността на определенията, с граничността на текстовете, с двусмислието на епистоларните практики.
Писмото играе голяма роля във време на преосмисляне на самото понятие за литература (Европейският ХVIII век). То е активен елемент в жанровия обмен на епохата. Именно в тези условия от изключителен интерес за литературната еволюция е ролята му за утвърждаването на жанра на романа, който може да съществува като: доминация на романа над писмото (писмото като цитат) или на доминация на писмото (роман в писма).
Определящи за развитието на епистоларния жанр през епохата на Просвещението е интересът към интимното, потайното и вкусът към детайла. Епистоларният жанр достига своя връх през ХVIII век, когато се променят ценностите, които го подхранват и най-вече смисълът в човешките връзки. Над разкриването на личността, надделяват самовглъбяването, романтическият нарцисизъм и несподелимата интимност.

## Епистоларен роман
Епистоларен роман е роман, написан като поредица от писма, но се среща и под формата на дневник, изрезки от вестници и други документи, а от скоро се използват и електронни документи като електронни писма, блогове и др. Епистоларната форма се използва за засилване на истинното в рамките на творбата, тъй като имитира действия от реалния живот. Чрез епистоларната форма могат да се покажат различни гледни точки, без да се прибягва до употребата на всезнаещия разказвач.

## Възникване на епистоларния роман
Има две теории за генезиса на епистоларния роман. Първата е, че жанрът произлиза от произведения с вмъкнати в тях писма, а втората е, че епистоларният роман идва от сборници с публикувани писма и стихове, като някои от писмата са се свързвали, за да се създаде сюжет. И двете теории са верни и се припокриват.
Първият същински епистоларен роман е „Затвор на любовта“, 1485 г., създаден от испанския автор Диего де Сан Педро. В този роман са включени голям брой писма, които доминират като начин за разкриване на сюжета. Друг пример за ранен епистоларен
роман е произведението „Писма до Бабет“ от френския писател Edme Boursault. Този роман е
създаден от писма на младо момиче на име Бабет, включени в сборника „Писма за уважението, благодарността и любовта“ от 1669 г. на същия автор. Други известни ранни епистоларни романи са „Писма на португалската монахиня“ (1669), приписвано на Gabriel-Joseph de La Vergne.
За основател на епистоларен роман на английската литература се смята Джеймс Хауел (1594 – 1666) с произведението си „Familiar Letters“ (1645 – 50).
Епистоларният роман като жанр става популярен през 18 век с трудовете на автори като Самюел Ричардсън, с изключително успешните си романи „Памела“ (1740) и „Клариса“ (1749). Във Франция Монтескьо пише „Персийски писма“ (1721), последвано от „Жули или Новата Елоиза“ (1761) на Жан-Жак Русо, и „Опасни връзки“ (1782) от Шодерло дьо Лакло. В Германия Гьоте пише „Страданията на младия Вертер“ (1774). Първият северноамерикански епистоларен роман е „Историята на Емили Монтегю“ (1769) от Франсис Брук.
В началото на 18 век епистоларната форма е била обект и на подигравки, което води до редица пародийни текстове. Един от най-забележителните примери е „Шамела“ от Хенри Филдинг (1741), написана като пародия на „Памела“ от Ричардсън. Постепенно в края на 18 век епистоларен роман се използва като жанр все по-рядко, но епистоларната форма все пак продължава да се употребява отчасти и в романи през 19 век Пример за такива творби
са „Франкенщайн“ (1818) от Мери Шели; „Тайнствената непозната“ (1848) от Ан Бронте.
В края на 19 век Брам Стокър създава един от най-успешните романи в епистоларна форма – „Дракула“ (1897). Романът е съставен изцяло от писма, записки в дневник, изрезки от вестници, телеграми, бележки и други подобни, чрез които авторът умело се опитва да засили достоверността на разказа.

## Видове епистоларни романи
1. Монологичен – писмата са само на един персонаж
2. Диалогичен – писмата са на двама персонажи
3. Полифоничен – писма на повече от двама персонажи

## Видни представители на епистоларната литература
- Николай Гогол – „Преписка с приятели“
- Иван Гончаров – „Фрегата Палада“
- Йохан Волфганг фон Гьоте – „Страданията на младия Вертер“
- Алфонс Доде – „Писма от моята мелница“
- Фьодор Достоевски – „Бедни хора“
- Жан-Жак Русо – „Жули или Нова Елоиза“
- Елза Триоле – „Лунапарк“
- Шодерло дьо Лакло – „Опасни връзки“
- Джон Клеланд – „Фани Хил“
- София Бриско – „Госпожица Мелмот...“ и „The Fine Lady...“
- Ан Бронте – „Тайнствената непозната“
- Самюел Ричардсън – „Памела“ и „Клариса“
- Брам Стокър – „Дракула“